# Deportivo San Francisco
Deportivo San Francisco – gwatemalski klub piłkarski z siedzibą w mieście San Francisco, w departamencie Petén. Funkcjonował do 2013 roku. Domowe mecze rozgrywał na obiekcie Estadio Pablo Sixto Ochaeta.

## Historia
Przez całą swoją historię klub występował w niższych ligach gwatemalskich. Był kontynuatorem tradycji lokalnego klubu Deportivo Aurora. W maju 2012 wykupił licencję beniaminka drugiej ligi, zespołu Santo Tomás, dołączając do rozgrywek drugoligowych. Na zapleczu najwyższej klasy rozgrywkowej grał w latach 2012–2013, po czym w grudniu 2013 sprzedał swoją licencję klubowi Deportivo Carchá i zakończył działalność.

## Trenerzy
- Juan Carlos Espinoza (2012)[4]
- Julio Flores (2013)[5]
- Byron Pérez (2013)[5]
- „Fito” Hernández (2013)[6]